# Gabriele Giordano Caccia
Gabriele Giordano Caccia (Milano, 24 febbraio 1958) è un arcivescovo cattolico italiano, dal 16 novembre 2019 osservatore permanente della Santa Sede presso l'Organizzazione delle Nazioni Unite.

## Biografia
Nato a Milano, città metropolitana e sede arcivescovile, il 24 febbraio 1958, vive per molti anni a Cavaria con Premezzo. Qui matura la propria vocazione frequentando la chiesa dei Santi Quirico e Giulitta e viene ordinato presbitero l'11 giugno 1983 dal cardinale Carlo Maria Martini, arcivescovo metropolita di Milano. Presta servizio presso la parrocchia di San Giovanni Bosco in Milano fino al 1986.

### Formazione e carriera diplomatica
Assistente spirituale di Villa Nazareth, dopo aver frequentato la Pontificia accademia ecclesiastica, consegue il dottorato in Sacra teologia e la licenza in Diritto canonico presso la Pontificia Università Gregoriana. Entra nel servizio diplomatico della Santa Sede il 1 luglio 1991 ed è nominato addetto presso la nunziatura apostolica in Tanzania. L'11 giugno 1993 torna a Roma per lavorare presso la sezione Affari generali della Segreteria di Stato della Santa Sede.
Il 17 dicembre 2002 è nominato assessore per gli Affari generali della Segreteria di Stato della Santa Sede. Qui lavora collaborando con gli arcivescovi Leonardo Sandri e, dal 2007, Fernando Filoni.
Oltre l'italiano, conosce e parla l'inglese, il francese e il tedesco.

### Ministero episcopale

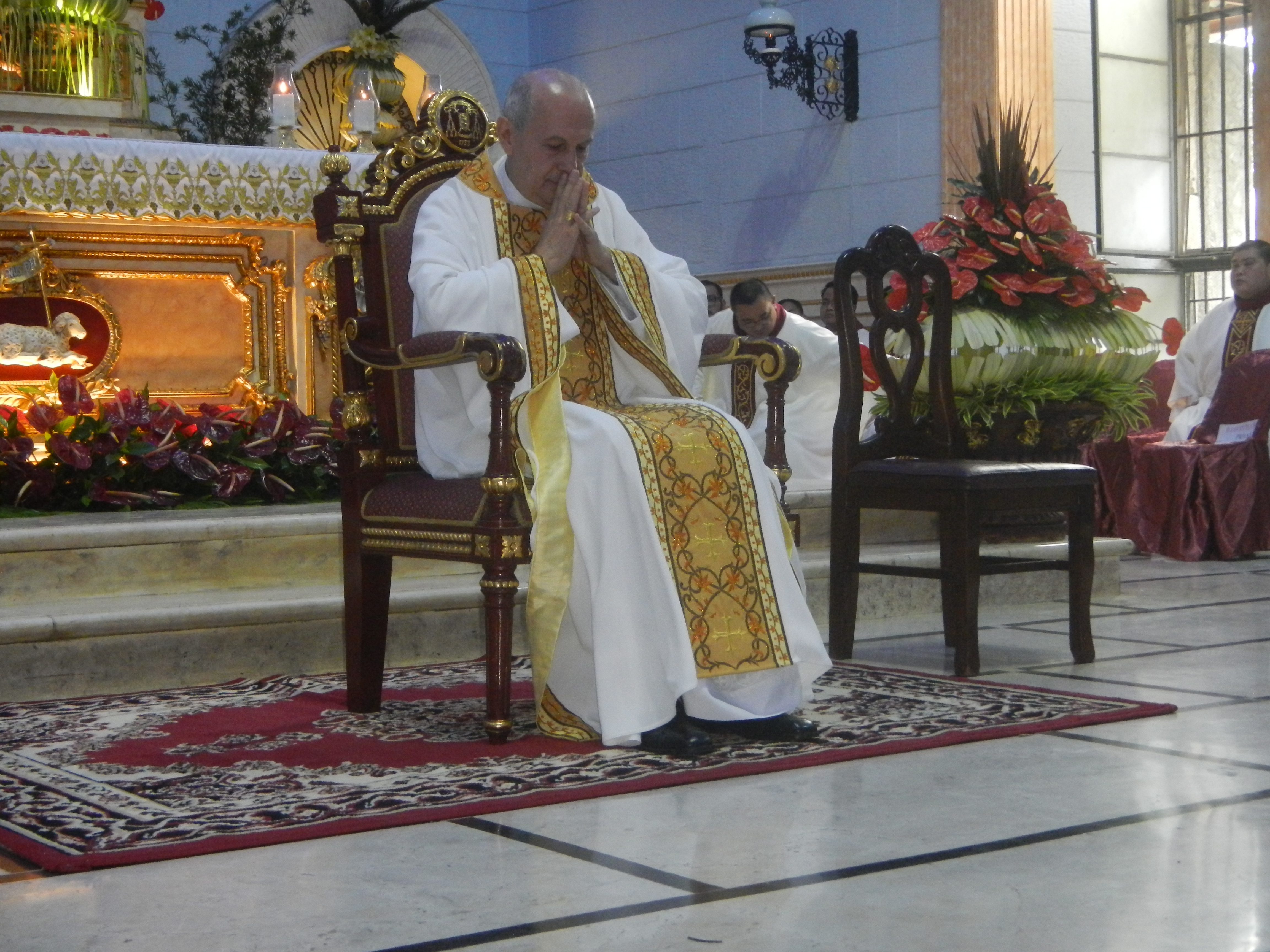
L'arcivescovo nel corso di una celebrazione eucaristica a Baliuag, nelle Filippine

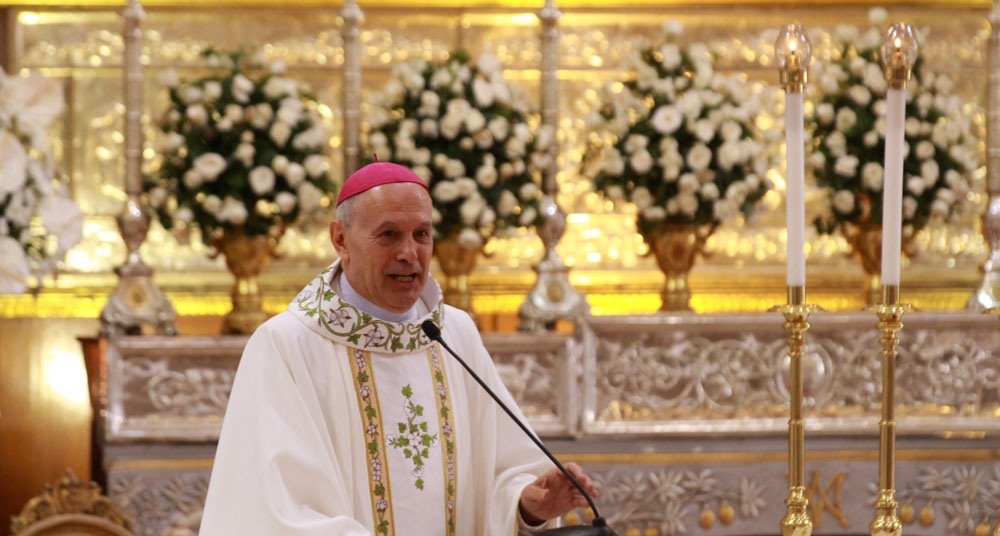
L'arcivescovo in occasione della presa di possesso della diocesi di Malolos da parte del vescovo Dennis Villarojo

Il 16 luglio 2009 papa Benedetto XVI lo nomina nunzio apostolico in Libano e arcivescovo-vescovo titolare di Sepino. Riceve l'ordinazione episcopale dallo stesso pontefice il 12 settembre successivo, co-consacranti i cardinali Tarcisio Bertone, segretario di Stato della Santa Sede, e William Joseph Levada, prefetto della Congregazione per la Dottrina della Fede, presso la basilica di San Pietro in Vaticano. Il 12 settembre 2017 papa Francesco lo trasferisce presso la nunziatura apostolica nelle Filippine.
Il 16 novembre 2019 il papa lo nomina osservatore permanente della Santa Sede presso le Nazioni Unite. Prende possesso di questo nuovo incarico il 16 gennaio successivo. Succede al prelato filippino Bernardito Cleopas Auza, nominato nunzio apostolico in Spagna e Andorra.
Nel corso del suo ministero episcopale, è co-consacrante principale all'ordinazione episcopale di César Essayan, nel 2016, Rex Cullingham Ramirez e Daniel Oca Presto, nel 2018.

## Genealogia episcopale
- Cardinale Scipione Rebiba
- Cardinale Giulio Antonio Santori
- Cardinale Girolamo Bernerio
- Arcivescovo Galeazzo Sanvitale
- Cardinale Ludovico Ludovisi
- Cardinale Luigi Caetani
- Cardinale Ulderico Carpegna
- Cardinale Paluzzo Paluzzi Altieri degli Albertoni
- Papa Benedetto XIII
- Papa Benedetto XIV
- Papa Clemente XIII
- Cardinale Bernardino Giraud
- Cardinale Alessandro Mattei
- Cardinale Pietro Francesco Galleffi
- Cardinale Giacomo Filippo Fransoni
- Arcivescovo Antonio Saverio De Luca
- Arcivescovo Gregor Leonhard Andreas von Scherr
- Arcivescovo Friedrich von Schreiber
- Arcivescovo Franz Joseph von Stein
- Arcivescovo Joseph von Schork
- Vescovo Ferdinand von Schlör
- Arcivescovo Johann Jakob von Hauck
- Vescovo Ludwig Sebastian
- Cardinale Joseph Wendel
- Arcivescovo Josef Schneider
- Vescovo Josef Stangl
- Papa Benedetto XVI
- Arcivescovo Gabriele Giordano Caccia